# Kupa e Shqipërisë 2013-2014
La Kupa e Shqipërisë 2013-2014 è stata la 62ª edizione della coppa nazionale albanese. Il torneo è cominciato il 25 settembre 2013 ed è terminato il 18 maggio 2014. 
Il Flamurtari Valona ha conquistato il trofeo per la quarta volta nella sua storia.

## Formula
La competizione si svolge ad eliminazione diretta con partite di andata e ritorno tranne il turno preliminare che si gioca in partita unica.
La squadra vincitrice si qualifica alla UEFA Europa League 2014-2015.

## Turno preliminare
Gli incontri si sono disputati il 25 settembre 2013 e hanno partecipato le migliori squadre della Kategoria e Dytë.
| Squadra 1        | Risultato       | Squadra 2      |
| ---------------- | --------------- | -------------- |
| Besëlidhja       | 1 – 0           | Olimpik Tirana |
| Iliria           | 1 – 1 (5-4 dcr) | Sukhti         |
| Gramshi          | 0 – 0 (5-3 dcr) | Bilisht Sport  |
| Naftetari Kucove | 3 – 0           | Delvina        |

## Sedicesimi di finale
Sono entrate nella competizione le squadre delle prime due divisioni. Gli incontri di andata si sono disputati il 23 e 24 ottobre mentre quelli di ritorno il 6 novembre 2013.
| Squadra 1        | Totale      | Squadra 2         | Andata | Ritorno     |
| ---------------- | ----------- | ----------------- | ------ | ----------- |
| Iliria           | 1 - 11      | Skënderbeu        | 1 - 3  | 0 - 8       |
| Besëlidhja       | 1 - 4       | Teuta             | 1 - 2  | 0 - 2       |
| Albpetrol        | 2 - 3       | Tirana            | 1 - 0  | 1 - 3       |
| Elbasani         | 1 - 4       | Laçi              | 1 - 2  | 0 - 2       |
| Kamza            | 4 - 6       | Besa Kavajë       | 0 - 2  | 4 - 4       |
| Himara           | 3 - 5       | Lushnja           | 3 - 2  | 0 - 3       |
| Burreli          | 3 - 4       | Shkumbini         | 2 - 1  | 1 - 3 (dts) |
| Adriatiku        | 4 - 4 (gfc) | Luftëtari         | 2 - 1  | 2 - 3       |
| Naftetari Kucove | 0 - 6       | Kukësi            | 0 - 1  | 0 - 5       |
| Gramshi          | 0 - 5       | Flamurtari Valona | 0 - 3  | 0 - 2       |
| Veleçiku         | 0 - 5       | Vllaznia          | 0 - 3  | 0 - 2       |
| Butrinti         | 2 - 4       | Kastrioti         | 1 - 1  | 1 - 3       |
| Dinamo Tirana    | 0 - 4       | Bylis Ballsh      | 0 - 2  | 0 - 2       |
| Ada              | 2 - 4       | Partizani Tirana  | 1 - 1  | 1 - 3       |
| Tërbuni Pukë     | 2 - 4       | Apolonia Fier     | 0 - 3  | 2 - 1       |
| Pogradeci        | 2 - 3       | Tomori            | 0 - 0  | 2 - 3       |

## Ottavi di finale
Gli incontri di andata si sono disputati il 4 dicembre mentre quelli di ritorno il 18 dicembre 2013.
| Squadra 1        | Totale | Squadra 2         | Andata | Ritorno         |
| ---------------- | ------ | ----------------- | ------ | --------------- |
| Shkumbini        | 0 - 2  | Teuta             | 0 - 0  | 0 - 2           |
| Besa Kavajë      | 2 - 6  | Laçi              | 0 - 2  | 2 - 4           |
| Adriatiku        | 1 - 6  | Skënderbeu        | 1 - 4  | 0 - 2           |
| Lushnja          | 2 - 1  | Tirana            | 1 - 0  | 1 - 1           |
| Tomori           | 2 - 6  | Flamurtari Valona | 0 - 2  | 2 - 4           |
| Bylis Ballsh     | 4 - 3  | Kastrioti         | 1 - 1  | 3 - 2           |
| Apolonia Fier    | 1 - 4  | Kukësi            | 1 - 0  | 0 - 4           |
| Partizani Tirana | 0 - 1  | Vllaznia          | 0 - 0  | 0 - 0 (0-1 dts) |

## Quarti di finale
Gli incontri di andata si sono disputati il 12 febbraio mentre quelli di ritorno il 26 febbraio 2014.
| Squadra 1    | Totale | Squadra 2         | Andata | Ritorno |
| ------------ | ------ | ----------------- | ------ | ------- |
| Lushnja      | 4 - 7  | Teuta             | 2 - 4  | 2 - 3   |
| Laçi         | 0 - 3  | Skënderbeu        | 0 - 1  | 0 - 2   |
| Bylis Ballsh | 2 - 4  | Kukësi            | 1 - 2  | 1 - 2   |
| Vllaznia     | 0 - 1  | Flamurtari Valona | 0 - 0  | 0 - 1   |

## Semifinali
Gli incontri di andata si sono disputati il 26 marzo mentre quelli di ritorno il 9 aprile 2014.
| Squadra 1         | Totale | Squadra 2  | Andata | Ritorno |
| ----------------- | ------ | ---------- | ------ | ------- |
| Kukësi            | 4 - 2  | Teuta      | 3 - 2  | 1 - 0   |
| Flamurtari Valona | 2 - 0  | Skënderbeu | 0 - 0  | 2 - 0   |

## Finale
| Tirana 18 maggio 2014, ore 18:00 CEST           | Kukësi    | 0 – 1 referto | Flamurtari Valona | Qemal Stafa Stadium |
| \| \| \| \| \| \| Marcatori \| 44’ Abilaliaj \| |           |               |                   |                     |
|                                                 |           |               |                   |                     |
|                                                 | Marcatori | 44’ Abilaliaj |                   |                     |